# Le fond de l'air est rouge
Le fond de l'air est rouge (traduïble com a «El fons de l'aire és roig») és una pel·lícula d'assaig francesa de Chris Marker de 1977. Se centra en l'agitació política global de les dècades del 1960 i 1970, inclòs l'ascens de la Nova Esquerra a França i el desenvolupament dels moviments socialistes a l'Amèrica Llatina. Utilitzant la imatge del Gat de Cheshire de Lewis Carroll, el títol de la pel·lícula evoca una dissonància entre la promesa d'una revolució socialista global (el somriure) i la seva manca de concreció real.
El títol també és un joc de paraules: l'expressió original en francès és le fond de l'air est frais, Chris Marker va substituir l'última paraula, frais («fresc»), per rouge («roig»).

## Argument
La pel·lícula inclou entrevistes a líders comunistes francesos, estudiants i sociòlegs. La Primavera de Praga de 1968 apareix amb imatges d'un discurs de Fidel Castro en què explica el seu suport polític a la invasió soviètica de Txecoslovàquia mentre qüestiona la legalitat de l'acció. Altres seccions tracten de la Guerra del Vietnam, la guerra de guerrilles a Bolívia, l'ascens de Salvador Allende a Xile, l'enverinament de Minamata al Japó i l'escàndol Watergate als Estats Units d'Amèrica (EUA). Tanmateix, hi ha moltes referències subtils als gats al llarg de la pel·lícula, així com breus plans d'ossos rentadors.
La pel·lícula es va estrenar a l'Estat francès el 23 de novembre de 1977 amb una durada de quatre hores. Es va estrenar amb el subtítol de Scènes de la Troisième Guerre mondiale (1967-1977). Va ser reeditada per Marker el 1993 i es va reduir a dues parts d'una hora i mitja cadascuna, la primera titulada Les Mains fragiles i la segona titulada Les Mains coupées. La pel·lícula es va estrenar als cinemes dels EUA el 2002.